# Werner Camichel
Werner Camichel (Zuoz, 26 gennaio 1945 – Samedan, 27 marzo 2006) è stato un bobbista svizzero.

## Biografia
Ai XI Giochi olimpici invernali(edizione disputatasi nel 1972 a Sapporo,  Giappone) vinse la medaglia d'oro nel Bob a quattro con i connazionali Jean Wicki, Hans Leutenegger e Edy Hubacher, partecipando per la nazionale svizzera, superando quella italiana e la tedesca.
Il tempo totalizzato fu di 4:43,07, con un distacco inferiore al secondo rispetto alle altre classificate 4:43,83 e 4:43,92 i loro tempi.